# Eugène Yemeniz
Eugène Yemeniz, né le 12 octobre 1828 à Lyon et mort le 22 février 1880 à Lyon, est un homme politique français et membre de l’Académie des sciences, belles-lettres et arts de Lyon.

## Biographie
Eugène Yemeniz nait le 12 octobre 1828 à Lyon dans une famille renommée. Son père, Nicolas Yemeniz, est fabricant d’étoffe pour l’ameublement et consul de la Sublime Porte Ottomane. Sa mère, Adélaïde Rubichon fille d’économiste et de fabricant dans le textile, tient entre 1830 et 1860 un célèbre salon littéraire lyonnais. 
Il entre au collège Jésuite à 13 ans. Il effectue à 23 ans un voyage d’un an en Grèce durant lequel il prend des notes, qu’il publie à son retour sous le titre Voyage en Grèce, l’attique.
En 1854, il succède à son père et devient consul de Grèce. En 1867, il est membre de la fondation de l’association des études grecques en France.
Il meurt le 22 février 1880 dans le 2e arrondissement de Lyon, à 51 ans.

### Sociétés savantes et distinctions
Yemeniz est élu membre de l’Académie des Sciences, Belles-Lettres et Arts de Lyon en 1869 dans la classe des lettres. L’académie possède une importante collection de ses manuscrits. Ses sujets de prédilection sont la Grèce, son histoire, sa géographie, sa littérature, sa mythologie (Considération politique sur l’attitude des grandes puissances vis-à-vis de la Grèce 4p. Ac. MS377 – Paysages et récits de la Grèce moderne. Les mont Ayrapha Ac.Ms379 – La poésie populaire de la Grèce moderne Ac. Ms378), mais aussi la poésie et la ville de Lyon.

## Publications
- Voyage en Grèce. L’attique, Lyon : Boitel, 1852[3].
- Voyage dans le royaume de Grèce, précédé par Considération sur le génie de la Grèce par Victor de Laprade : Dentu, Paris, 1854[3].
- Eglantine, légende, Lyon : Pégelaud, 1855[3].
- Les Anglais et la Grèce, premier épisode : Parga, Assoc, typogr. 1872[3]